# 薩拉亞庫區
薩拉亞庫區（西班牙語：Distrito de Sarayacu），是秘魯的一個區，位於該國東北部洛雷託大區的烏卡亞利省，始建於1857年1月2日，面積6,303.17平方公里，海拔高度125米，2005年人口14,712，人口密度每平方公里2.3人。